# كاملة بدارنة
كاملة حسين بدارنة، أديبة فلسطينيّة وتحمل الهوية الإسرائيلية من عرب الدّاخل (1948م)، ولدت في عرّابة البطّوف منطقة الجليل، أنهت دراستها الابتدائية في مدارس بلدتها عرابة، والمرحلة الثانوية في كليّة الجليل المسيحية في قرية عيلبون.

## الحياة العملية
حائزة على بكالوريوس  في الآداب والتربية من الجامعة المفتوحة (بالمراسلة) في تل أبيب عام 1994م، وعلى شهادة معلم مؤهل في اللغة العربية من دار المعلمين العرب  في حيفا. تعمل معلّمة لغة عربيّة في مدرسة البخاري الشّاملة - عرابة، وهي عضو في رابطة الواحة الثقافية منذ سنة 2010، وكذلك عضو في اتحاد الكتّاب العرب - حيفا، وقد بدأت عملها في سلك التعليم منذ عام 1994م في المدارس الابتدائية ثمّ في الإعداديّة. بدأت بدارنة مسيرتها الأدبيّة بإصدار أول كتاب لها عام 2000م بعنوان «طار الطّير» الصادر عن مؤسسة الأسوار العكيّة، وهو دراستان نقديتان عن الحكايات الشعبية الفلسطينيّة، وبدأت بإصداراتها الأدبيّة الإبداعيّة تباعا عام 2010م بإصدار المجموعة القصصيّة «زخّات المطر»، ثمّ توالت الإبداعات والنّشاطات.
تتنوع كتاباتها ما بين الأبحاث التراثية، القصص القصيرة، القصص القصيرة جدا، النثريات والنقد الأدبيّ.

شاركت في إصدار مشترك لمجموعة قصصية بعنوان «خمائل الواحة»، وفي إصدار مشترك لمجموعة قصصية بعنوان «منتدى الكلمة».

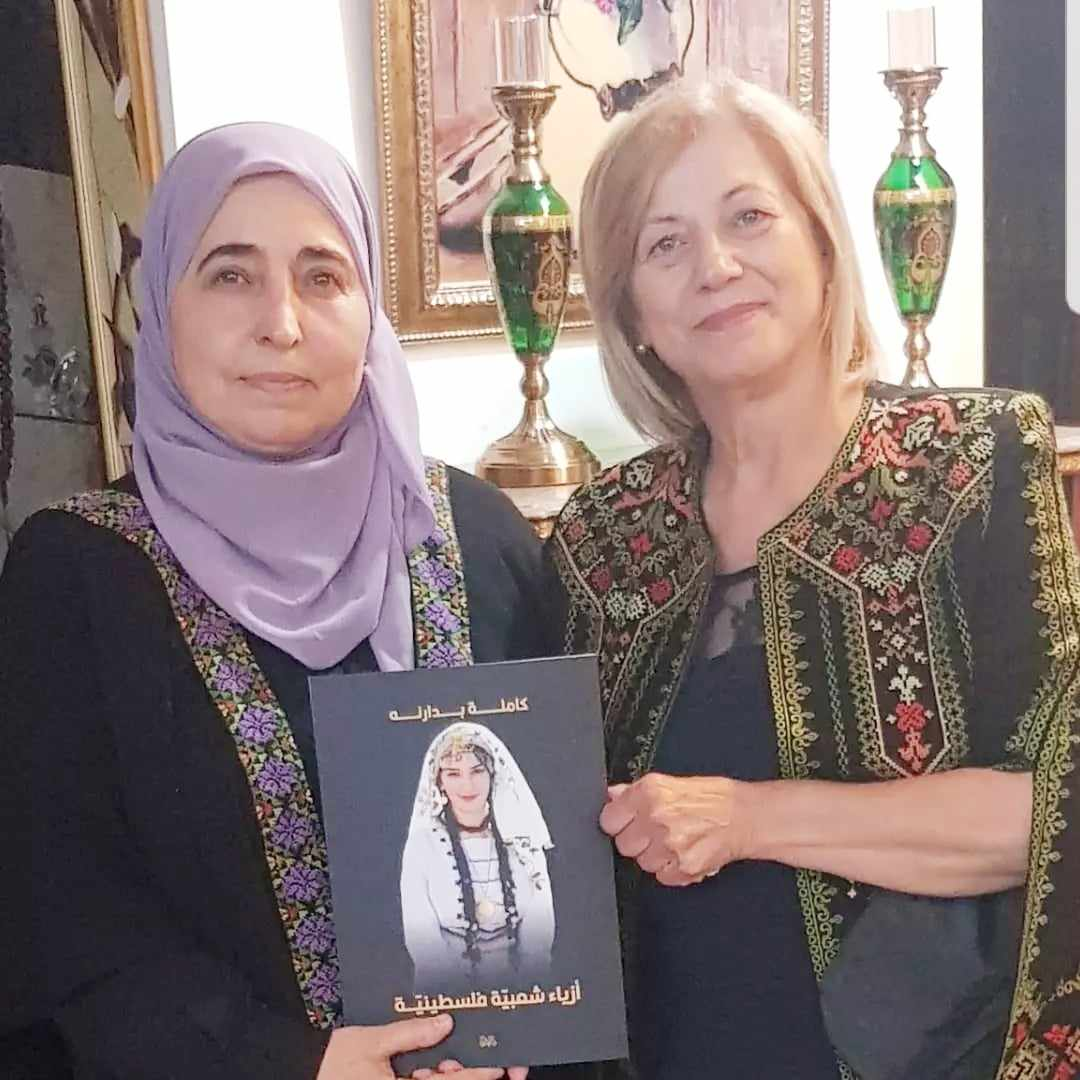
صدور كتاب أزياء شعبيّة فلسطينيّة

## مؤلّفاتها
من مؤلفاتها:
- طار الطّير... دراستان في الحكايات الشّعبيّة الفلسطينيّة.[2]
- زخّات المطر: مجموعة قصص قصيرة، وقصص قصيرة جدّا.[3]
- ذات خريف: قصص قصيرة، وقصص قصيرة جدّا.[4]
- المرأة الفلسطينيّة في أغنية العرس الشّعبيّة (دراسة في الأغنيّة الشّعبيّة، وتوثيق لأغاني العرس الشّعبي الفلسطيني).[5]
- قراءات نقديّة في ألوان أدبيّة.[6]
- أنسام وعواصف (جذوات نثرية وشعرية مع الشّاعرة ربيحة الرّفاعي).[7]
- صور ملوّنة (قصص قصيرة جدّا).[8]
- صدرت دراسة نقدية تحليلية عن المجموعة للكاتب الناقد المغربي محمد داني بعنوان: «بنية القصة القصيرة جدا..كاملة بدارنه أنموذجا».
- سباحة بين الحروف (نثريّات).[9]
- ليلة ناسك في بوخارست (مجموعة قصصيّة).[10]
- رحيق الفكر والعاطفة.(نثريات وجذوات).[11]
- دراسة نشرت في مجلة (الأسوار) العكيّة بعنوان: موتيف الشّاطر والشطارة (في الحكاية الشعبيّة الفلسطينية).
- مطر الذّاكرة: مجموعة قصصية (2022).[12]
- كتاب أزياء شعبيّة فلسطينيّة (2023).